# Comisión de Constitución y Reglamento del Congreso de la República del Perú
La Comisión de Constitución y Reglamento del Congreso de la República del Perú es una de las comisiones ordinarias del Parlamento, a la cual le compete el estudio y dictamen de los proyectos de ley y la absolución de consultas, en los asuntos de su especialidad.

## Historia

### Congreso Unicameral (1995-)
Promulgada la Constitución de 1993, el Congreso Constituyente Democrático asumió las funciones de Congreso Ordinario hasta 1995. El congresista Carlos Torres y Torres Lara,  asumió la Presidencia de la Comisión hasta julio de 1995.
Instalado el Congreso para el periodo parlamentario 1995-2000, Carlos Torres y Torres Lara fue elegido nuevamente presidente de la Comisión de Constitución para el periodo 1995-1996 y reelegido para los periodos 1996-1997, 1998-1999 y 1999-2000. Durante el periodo 1997-1998 presidió la Comisión el congresista Enrique Chirinos Soto.
En el periodo parlamentario 2000-2001, fue elegido presidente el congresista Ricardo Marcenaro Frers.
En el periodo parlamentario 2001-2006 la Comisión pasó a denominarse Comisión de Constitución, Reglamento y Acusaciones Constitucionales en el periodo 2001-2002 y 2002-2003. Fue elegido presidente el congresista Henry Pease García para el periodo 2001-2002 y reelegido para el periodo 2002-2003. Durante su gestión, se promovió el estudio de la reforma total de la Constitución de 1993 y se aprobó el dictamen correspondiente, el cual no prosperó en el Pleno del Congreso.
A partir de 2003, la Comisión vuelve a denominarse Comisión de Constitución y Reglamento y fue presidida por Natale Amprimo (2003-2004), Aurelio Pastor (2004-2005) y Ántero Flores-Aráoz (2005-2006).
En el periodo parlamentario 2006-2011 presidieron la Comisión los congresistas Aurelio Pastor (2006-2007 y 2010-2011), Javier Velásquez Quesquén (2007-2008), José Vargas Fernández (2008-2009) y Mercedes Cabanillas Bustamante (2009-2010).
Durante el Periodo parlamentario 2016-2021, presidieron la Comisión los congresistas Miguel Torres Morales (2016-2017), Úrsula Letona (2017-2018), Rosa Bartra (2018-2019, 2019), Omar Chehade (2020-2021) y Luis Valdez Farías (2021).
En el actual periodo parlamentario 2021-2026, presidieron la Comisión los congresistas Patricia Juárez (2021-2022), Hernando Guerra García (2022-2023), Martha Moyano (2023-2024), Fernando Rospigliosi (2024-2025) y Arturo Alegría García.

## Funciones
1. Estudiar y dictaminar los proyectos de reforma de la Constitución Política del Perú, los proyectos de ley y los proyectos de resoluciones legislativas que le deriven y de los que, en atención a su competencia, solicite su remisión.
2. Ejercer control constitucional sobre los decretos legislativos, los decretos de urgencia, los tratados internacionales ejecutivos y, eventualmente, sobre los estados de excepción que dé cuenta el Presidente de la República.
3. Ejercer diversas acciones de control político y fiscalización sobre autoridades y funcionarios de los organismos constitucionales.
4. Investigar asuntos de interés nacional cuando lo acuerde el Pleno de la Comisión o le delegue el Pleno del Congreso.
5. Absolver las consultas que le formule los órganos que conforman la organización parlamentaria, entre ellos, el Pleno del Congreso, el Consejo Directivo, la Junta de Portavoces, la Presidencia del Congreso, la Mesa Directiva y las comisiones ordinarias o los congresistas, mediante opiniones consultivas.
6. Tramitar y, de ser el caso, atender los pedidos de los ciudadanos.

## Presidentes
Congreso Constituyente 1860
- Antonio Arenas Merino (1860)

Congreso Bicameral
- Cámara de Diputados:
  - Antolín Robles y Lugo (1892)

Asamblea Nacional del Perú de 1919 (1919)
- Javier Prado y Ugarteche (1919)

Congreso Bicameral (1920-1924)
- Comisión de Constitución - Senado
  - José Manuel García (1922)
- Comisión de Constitución - Cámara de Diputados
  - Luis Felipe Luna (1923)

Congreso Constituyente (1931-1936)
- José Matías Manzanilla Barrientos (1931)
- Clemente Revilla (1931-1933)

Congreso Bicameral (1945-1968)
- Comisión de Constitución - Senado
  - Domingo López De la Torre (1954)
- Comisión de Constitución - Cámara de Diputados
  - Alfonso Benavides Correa (1956-1962)
  - Andrés Echevarría Maúrtua (1963)

Asamblea Constituyente (1978-1980)
- Luis Alberto Sánchez Sánchez, APRA (1978-1980)

Congreso Bicameral (1980-1992)
- Comisión de Constitución - Senado
  - Luis Alberto Sánchez Sánchez, APRA (1980-1985)
  - Jorge Lozada Stanbury, APRA (1985-1986)
  - Luis Alberto Sánchez Sánchez, APRA (1987-1989)
  - Luis Alberto Sánchez Sánchez, APRA (1990-1992)
- Comisión de Constitución - Cámara de Diputados
  - Roberto Ramírez del Villar Beaumont, Partido Popular Cristiano (1981-1982)
  - Valentín Paniagua Corazao, Acción Popular (1983-1985)
  - Benjamín Madueño Yansey, APRA (1987-1988)
  - Joffré Fernández Valdivieso, APRA  (1989-1990)
  - Roberto Ramírez del Villar Beaumont, Partido Popular Cristiano (1990-1991)
  - Lourdes Flores Nano, Partido Popular Cristiano (1991-1992)

Congreso Constituyente Democrático (1993-1995)
- Carlos Torres y Torres Lara, Cambio 90 (1993-1995)

Congreso de la República (1995-)
- Carlos Torres y Torres Lara, Cambio 90 (1995-1997)
- Enrique Chirinos Soto, Partido Popular Cristiano (1997-1998)
- Carlos Torres y Torres Lara, Cambio 90 (1998-2000)
- Ricardo Marcenaro Frers, Cambio 90-Nueva Mayoría (2000)
- Henry Pease García, Perú Posible (2001-2003)
- Natale Amprimo Plá, Somos Perú (2003-2004)
- Aurelio Pastor Valdivieso, APRA (2004-2005)
- Ántero Flores-Aráoz Esparza, Unidad Nacional (2005-2006)
- Aurelio Pastor Valdivieso, APRA (2006-2007)
- Javier Velásquez Quesquén, APRA (2007-2008)
- José Vargas Fernández, APRA (2008-2009)
- Mercedes Cabanillas Bustamante, APRA (2009-2010)
- Aurelio Pastor Valdivieso, APRA (2010-2011)
- Fredy Otárola Peñaranda, Gana Perú (2011-2012)
- Santiago Gastañadui Ramírez, Gana Perú (2012-2013)
- Omar Chehade Moya, Gana Perú (2013-2014)
- Cristóbal Llatas Altamirano, Gana Perú (2014-2015)
- Fredy Otárola Peñaranda, Gana Perú (2015-2016)
- Miguel Torres Morales, Fuerza Popular (2016-2017)
- Úrsula Letona Pereyra, Fuerza Popular (2017-2018)
- Rosa Bartra Barriga, Fuerza Popular (2018-2019)
- Omar Chehade Moya, Alianza para el Progreso (2020-2021)
- Luis Valdez Farías, Alianza para el Progreso (2021)
- Patricia Juárez Gallegos, Fuerza Popular (2021-2022)
- Hernando Guerra García Campos, Fuerza Popular (2022-2023)
- Martha Moyano Delgado, Fuerza Popular (2023-2024)
- Fernando Rospigliosi Capurro, Fuerza Popular (2024-2025)
- Arturo Alegría García, Fuerza Popular (2025-)

## Composición actual
Integrantes de la Comisión para el periodo 2024-2025:
| Congresista                  | Partido                                     | Cargo          |
| ---------------------------- | ------------------------------------------- | -------------- |
| Fernando Rospigliosi Capurro | Fuerza Popular                              | Presidente     |
| Luis Ángel Aragón Carreño    | Acción Popular                              | Vicepresidente |
| Lady Camones Soriano         | Alianza para el Progreso                    | Secretaria     |
| Alejandro Aguinaga Recuenco  | Fuerza Popular                              | Titular        |
| Arturo Alegría García        | Fuerza Popular                              | Titular        |
| Patricia Juárez Gallegos     | Fuerza Popular                              | Titular        |
| Martha Moyano Delgado        | Fuerza Popular                              | Titular        |
| José Elías Ávalos            | Alianza para el Progreso                    | Titular        |
| Juan Carlos Lizarzaburu      | Alianza para el Progreso                    | Titular        |
| José Luna Gálvez             | Podemos Perú                                | Titular        |
| Digna Calle Lobatón          | Podemos Perú                                | Titular        |
| Heidy Juárez Calle           | Podemos Perú                                | Titular        |
| Waldemar Cerrón Rojas        | Perú Libre                                  | Perú Libre     |
| José Balcázar Zelada         | Perú Libre                                  | Perú Libre     |
| Isaac Mita Alanoca           | Perú Libre                                  | Perú Libre     |
| Alejandro Cavero Alva        | Avanza País                                 | Titular        |
| Adriana Tudela Gutiérrez     | Avanza País                                 | Titular        |
| José Williams Zapata         | Avanza País                                 | Titular        |
| Víctor Cutipa Ccama          | Juntos por el Perú                          | Titular        |
| Gladys Echaíz                | Honor y Democracia                          | Titular        |
| Alex Flores Ramírez          | Bancada Socialista                          | Titular        |
| Noelia Herrera Medina        | Renovación Popular                          | Titular        |
| Alejandro Muñante Barrios    | Renovación Popular                          | Titular        |
| Ruth Luque Ibarra            | Bloque Democrático Popular                  | Titular        |
| Jorge Morante Figari         | Somos Perú                                  | Titular        |
| Hector Valer Pinto           | Somos Perú                                  | Titular        |
| Alex Paredes Gonzáles        | Bloque Magisterial de Concertación Nacional | Titular        |
| Segundo Quiroz Barboza       | Bloque Magisterial de Concertación Nacional | Titular        |
| Wilson Soto Palacios         | Acción Popular                              | Titular        |